# Chris Gutiérrez
Chris Gutiérrez, född 22 april 1991 i Boston, är en amerikansk MMA-utövare som sedan 2019 tävlar i organisationen Ultimate Fighting Championship.